# دوبروفنيك تشالنجر
كانت مسابقة دوبروفنيك تشالنجر Dubrovnik Challenger عبارة عن بطولة تنس احترافية تُلعب على ملاعب ترابية خارجية في مدينة دوبروفنيك في كرواتيا. وكانت جزءًا من جولة إيه تي بي تشالنجر.

## النهائيات الماضية

### الفردي
| سنة  | الطبقة           | بطل          | المتسابق الثاني في السباق | نتيجة        |
| ---- | ---------------- | ------------ | ------------------------- | ------------ |
| 2004 | 25 ألف دولار + ح | إدغاردو ماسا | توماس بيرند               | 6–3، 7–6 (3) |

### الزوجي
| سنة  | ابطال                                    | الوصيف                    | نتيجة    |
| ---- | ---------------------------------------- | ------------------------- | -------- |
| 2004 | خوان بابلو بريزيسكي مارتن فاسالو أرغويلو | ليوناردو أزارو يوري شوكين | 6–1، 6–2 |